# Kayo Inaba
Kayo Inaba (japanisch 稲葉 カヨ Inaba Kayo; * 1950 in Yōrō, Präfektur Gifu) ist eine japanische Biologin und Immunologin. Sie ist Professorin an der Fakultät für Biostudien an der Universität Kyōto, Vizepräsidentin für Gleichstellung und Direktorin des Zentrums für Forscherinnen an dieser Universität. Im Jahr 2014 wurde Inaba mit dem UNESCO-L’Oréal-Preis ausgezeichnet.

## Wirken
Kayo Inaba studierte an der Frauenuniversität Nara, die sie 1973 abschloss. Sie setzte ihr Studium an der Universität Kyōto fort, wo sie 1978 promovierte und dann im Fachbereich Zoologie arbeitete. Sie war die erste Professorin im Bereich Naturwissenschaften der Universität Kyōto. In ihrer wissenschaftlichen Tätigkeit hat sie Durchbrüche erzielt, bei der Entdeckung von Mechanismen, mit denen das Immunsystem auf eine Bedrohung durch Viren, Bakterien oder abnormale Zellen (z. B. Krebszellen) reagiert. Sie ist Spezialistin für dendritische Zellen und war die Erste, die nachwies, dass diese außerhalb des Körpers behandelt werden können. Danach können sie wieder zugeführt werden, um eine Reaktion des Immunsystems zu stimulieren. Inabas Erkenntnisse markierten einen Wendepunkt für die Zelltherapie und haben bereits zu einer neuen Art der Krebsbehandlung geführt.
Von 1982 bis zu seinem Tod hat Inaba eng mit dem Nobelpreisträger Ralph M. Steinman (1943–2011) zusammengearbeitet, er erhielt 2011 den Preis postum. Sie setzt sich besonders für eine bessere Vertretung von Frauen in der Forschung ein. Seit 2007 leitet sie das Support Center für Frauen in der Naturwissenschaft an der Universität Kyōto (京都大学女性研究者支援センター); seit 2013 ist sie zudem Vizedirektorin der Universität.

## Auszeichnungen (Auswahl)
- 2014 UNESCO-L’Oréal-Preis
- 2015 Takeda-Medizinpreis
- 2016 Japanische Ehrenmedaille am Violetten Band (Shiju hōshō)

## Veröffentlichungen (Auswahl)
- Mit Ralph M. Steinman, Maggie Pack: Dendritic Cell Development and Maturation. Springer, 2013. ISBN 978-1-4757-9966-8.
- Mit Munea Inaba, Margit Witmer-Pack, Karen Hathcock, Richard Hodes, Ralph M. Steinman: Expression of B7 Costimulator Molecules on Mouse Dendritic Cells. Springer, 2012. ISBN 978-1-4615-1971-3.